# Húc Nhật kỳ

Cờ hiệu hải quân, treo trên các tàu của Hải quân Đế quốc Nhật Bản (1889–1945) Tỉ lệ cờ: 2:3

Cờ hiệu hải quân, treo trên các tàu của Lực lượng Tự vệ Biển Nhật Bản (1954–nay) Tỉ lệ cờ: 2:3

Chiến kỳ của Lục quân Đế quốc Nhật Bản (1870–1945)

Cờ của Lực lượng Tự vệ Mặt đất Nhật Bản.

Húc Nhật Kỳ (旭日旗  Kyokujitsu-ki) là quân kỳ của Nhật Bản. Lá cờ này từng được dùng để tượng trưng cho may mắn từ thời Edo. Ngày 27 tháng 1 năm 1870 theo một chính sách của Minh Trị Duy tân, lá cờ này đã được chọn làm quốc kỳ. Cờ hiệu hải quân và một phiên bản đã chỉnh sửa của cờ chiến tranh vẫn tiếp tục được sử dụng trong Lực lượng Phòng vệ Nhật Bản, và thiết kế này cũng được đưa vào nhiều quảng cáo và sản phẩm thương mại. Tuy nhiên vì lá cờ từng được Đế quốc Nhật dùng trong khi xâm lược và chiếm đóng Đông Á và trong cuộc chiến tranh Thái Bình Dương nên nó bị coi là mang tính xúc phạm tại Hàn Quốc, và Trung Quốc, những nơi mà nó bị cho là gợi nhớ đến chủ nghĩa quân phiệt và chủ nghĩa đế quốc.

## Thiết kế
Thiết kế của cờ tương tự như quốc kỳ Nhật Bản, cùng có một hình tròn đỏ ở chính giữa tượng trưng cho Mặt Trời, điểm khác là có thêm những tia nắng (trên cờ hiệu có 16 tia) minh họa cho tên gọi "đất nước mặt trời mọc" của Nhật Bản. Cuộc cải cách Minh Trị lần đầu giới thiệu Húc Nhật Kì vào năm 1870. Cả Hải quân Đế quốc Nhật Bản và Lục quân Đế quốc Nhật Bản đều có một phiên bản của lá cờ này; hiệu kỳ hải quân đánh ngược với mặt trời đỏ gần về phía dây treo; trong khi đó phiên bản của lục quân có mặt trời ở chính giữa. Chúng được giới thiệu vào năm 1889. Lá cờ này được sử dụng cho những hoạt động ở nước ngoài từ thời Minh Trị cho đến Thế chiến thứ hai. Khi Nhật Bản bại trận vào tháng 8 năm 1945 và Hải quân và Lục quân đế quốc bị giải tán, lá cờ này không còn được dùng đến. Tuy nhiên với sự tái lập của Lực lượng Phòng vệ, lá cờ đã được sử dụng lại vào năm 1954. Ngày nay Húc Nhật Kỳ với 16 tia nắng là cờ hiệu của Lực lượng Tự vệ Biển Nhật Bản trong khi Lực lượng Tự vệ Mặt đất sử dụng phiên bản có 8 tia sáng.

## Cách nhìn nhận ngày nay
Lá cờ được cho là mang tính xúc phạm tại những quốc gia có thái độ bài Nhật mạnh mẽ, đặc biệt là ở Trung Quốc và Hàn Quốc, những nơi nó bị coi là gắn liền với chủ nghĩa quân phiệt và chủ nghĩa đế quốc Nhật Bản. Tại Thế vận hội Bắc Kinh 2008, các cổ động viên Nhật Bản được khuyến cáo là không vẫy lá cờ này vì nó có thể gây ra bạo lực và rắc rối với người Trung Quốc. Tại Nhật Bản, đôi khi người ta thấy Húc Nhật Kỳ tại những sự kiện thể thao hoặc những vụ biểu tình của các nhóm cánh hữu cực đoan. Húc Nhật Kỳ cũng xuất hiện trên các bao bì sản phẩm thương mại, ví dụ như trên vỏ lon một thương hiệu bia của Asahi Breweries. Hình tượng lá cờ này cũng có mặt trên logo của tờ báo Asahi Shimbun cũng như trên các ngọn cờ Tairyō-ki (大漁旗 Đại ngư kỳ) mà ngư dân Nhật thường treo.

## Một số hình ảnh Húc Nhật Kỳ được sử dụng

### Nghệ thuật

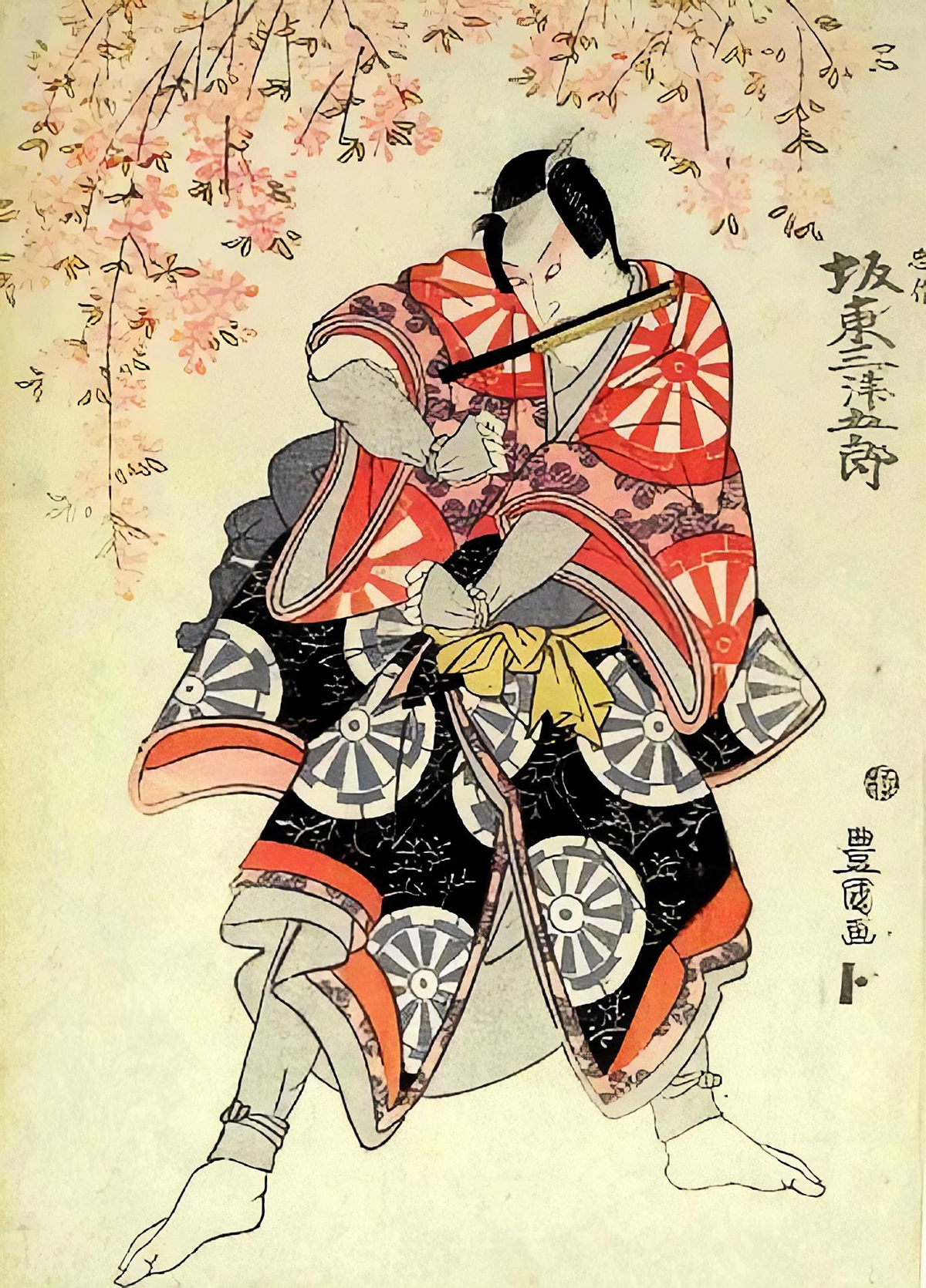
Diễn viên kịch Kabuki Bandō Mitsugorō III (c1822)
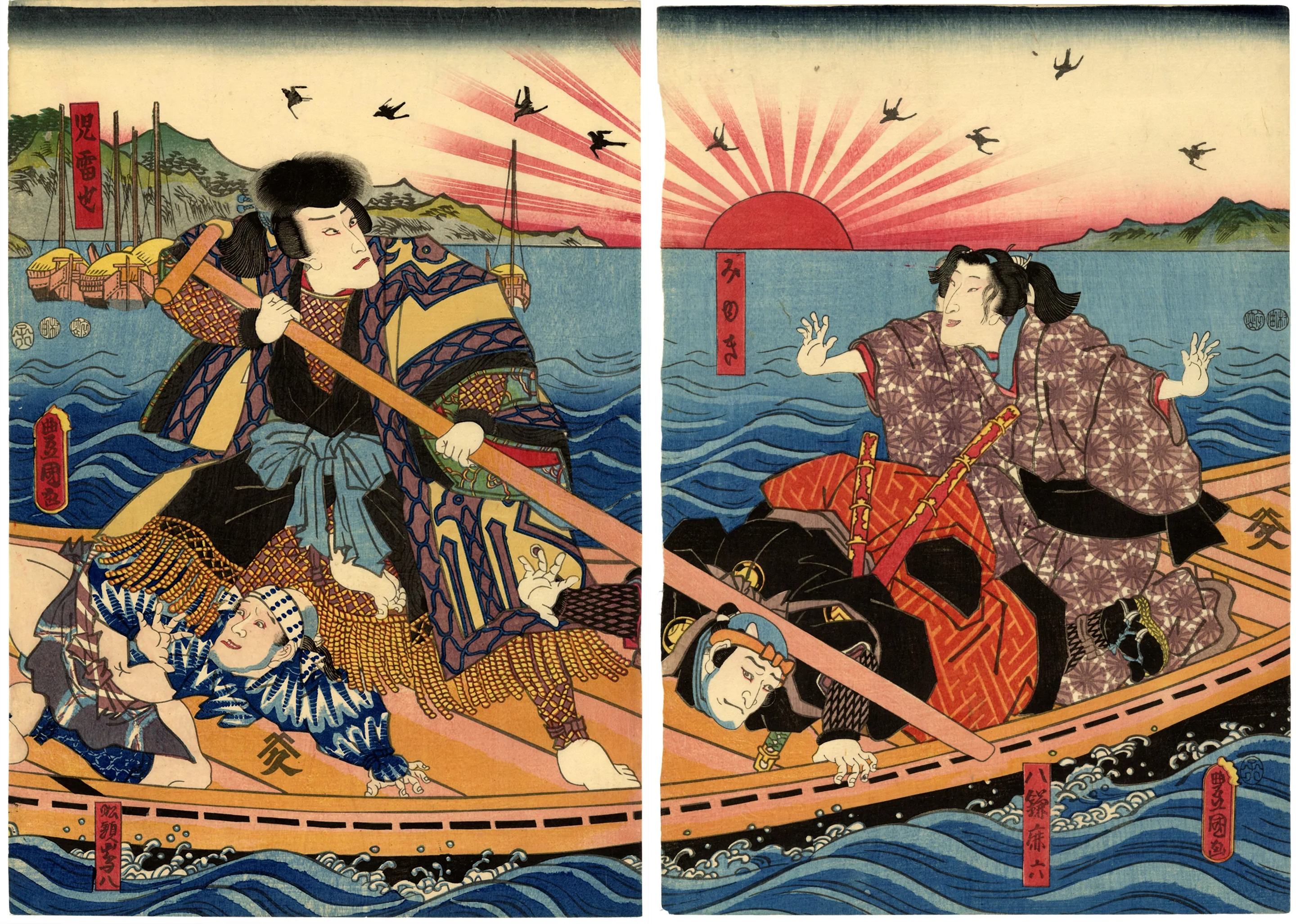
Jiraiya , Bình minh và con thuyền , ukiyo-e của Utagawa Kunisada (1852).
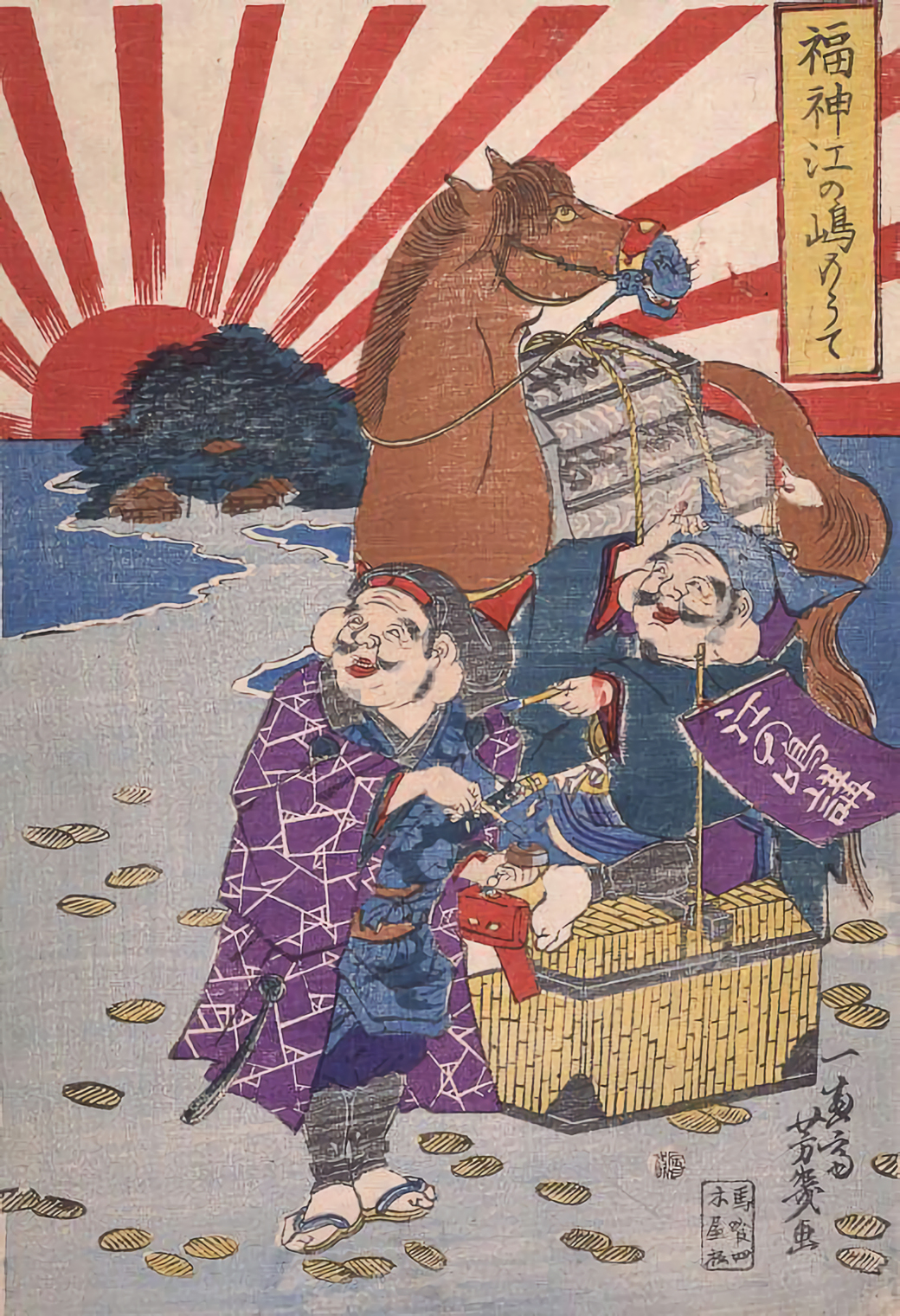
Những vị thần may mắn 'đến thăm Enoshima' ', dịch  ja  – dịch  ukiyo-e in bởi Utagawa Yoshiiku, 1869
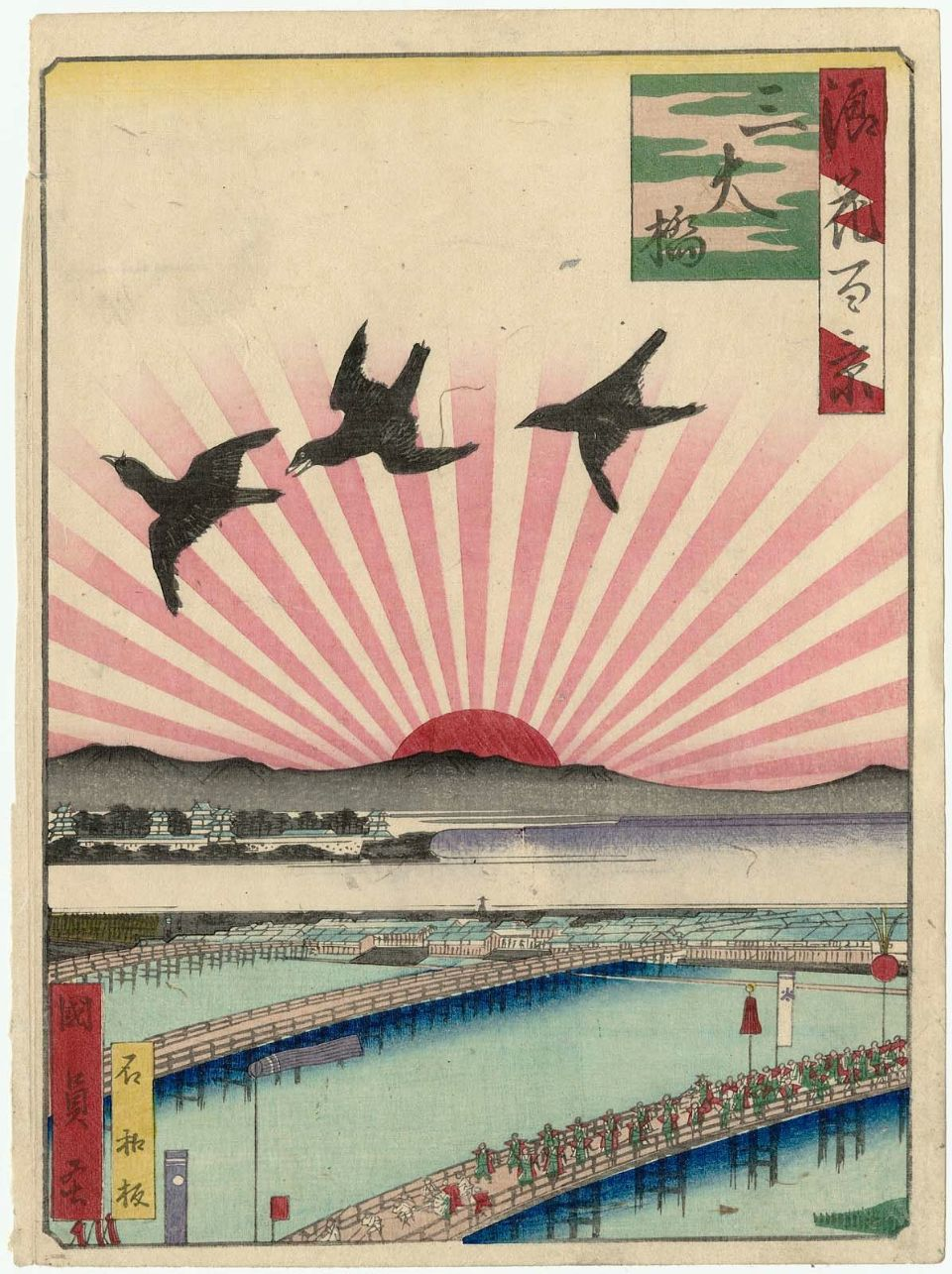
Bưu thiếp của các nhóm chống bệnh Lao ở Nhật Bản (ngày 27 tháng 6 năm 1925)
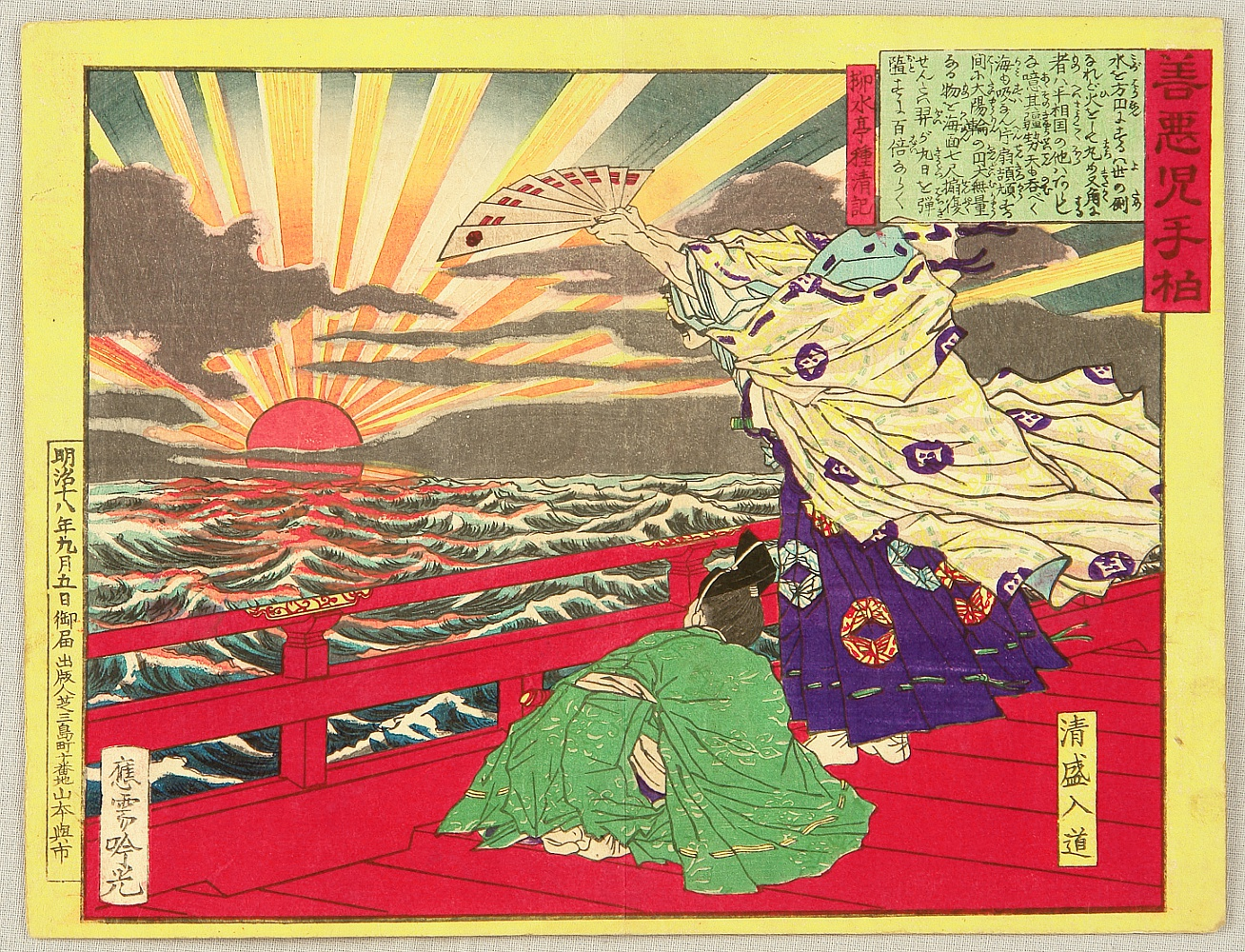
Từ "Bàn tay của đứa trẻ thiện và ác", "Lối vào Kiyomori" (Adachi Ginbo, 1885)
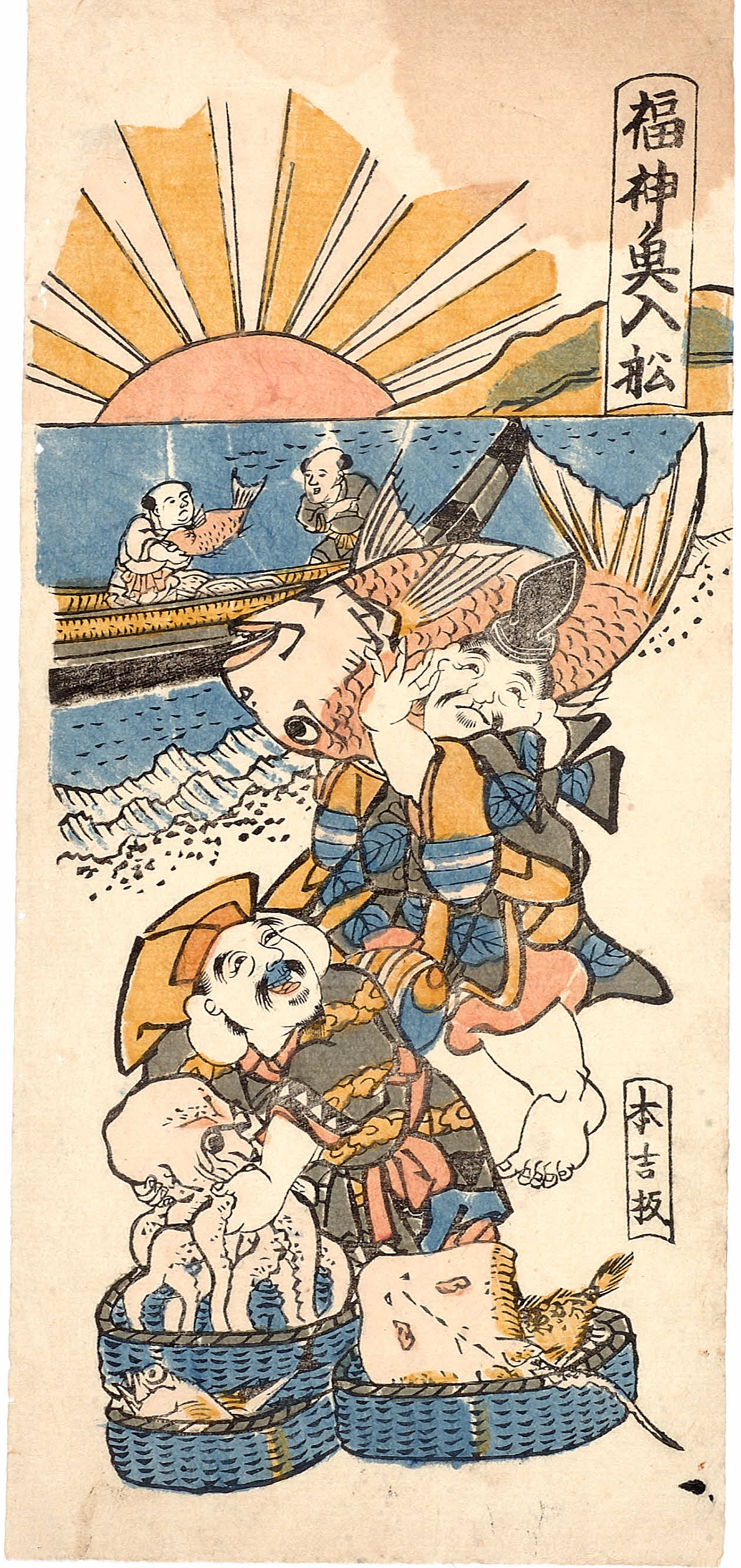
"Fugitoshi Fish Enter" (không rõ tác giả, thời Edo thế kỷ 19)
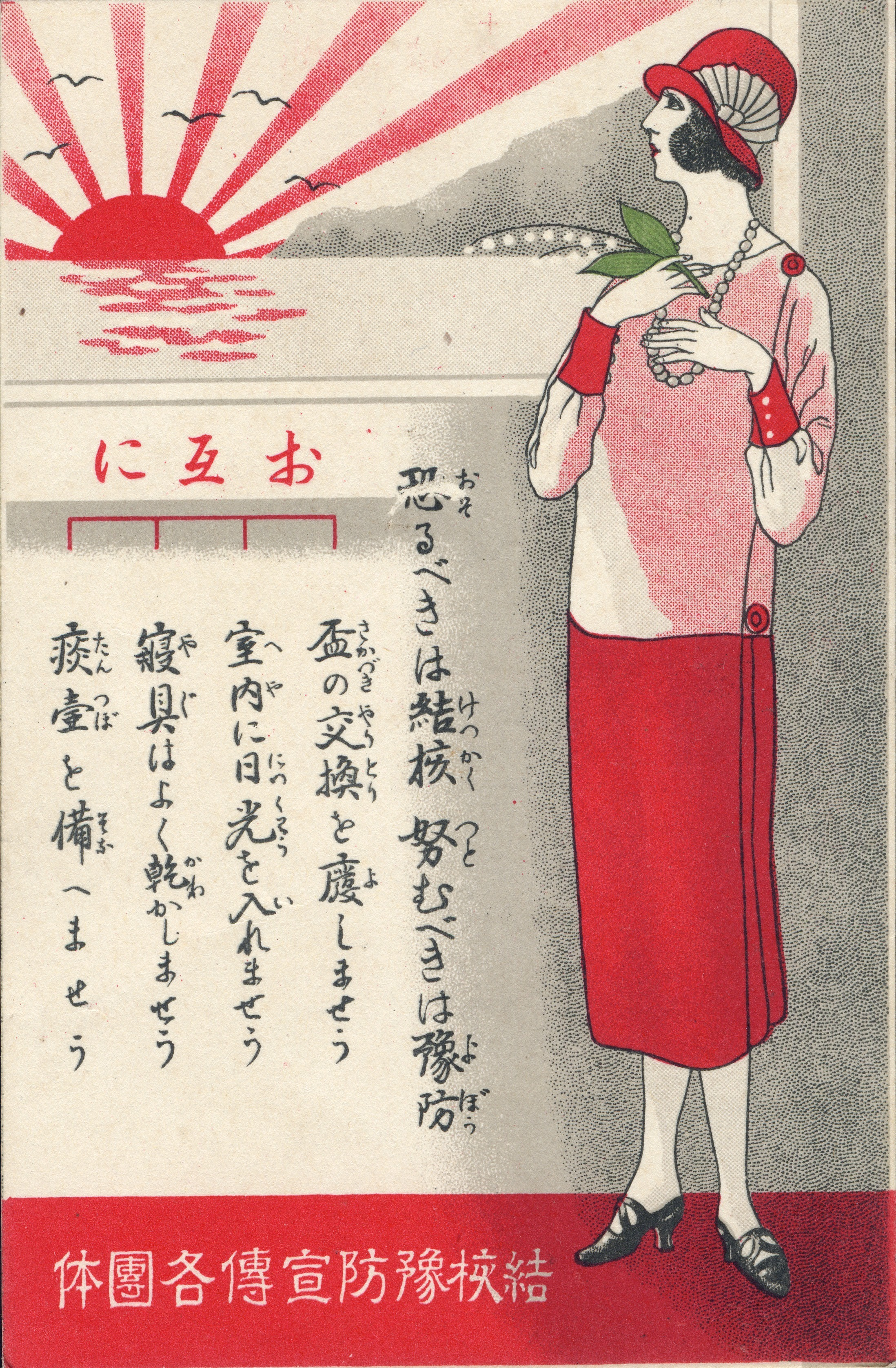
"Fugitoshi Fish Enter" (không rõ tác giả, thời Edo thế kỷ 19)
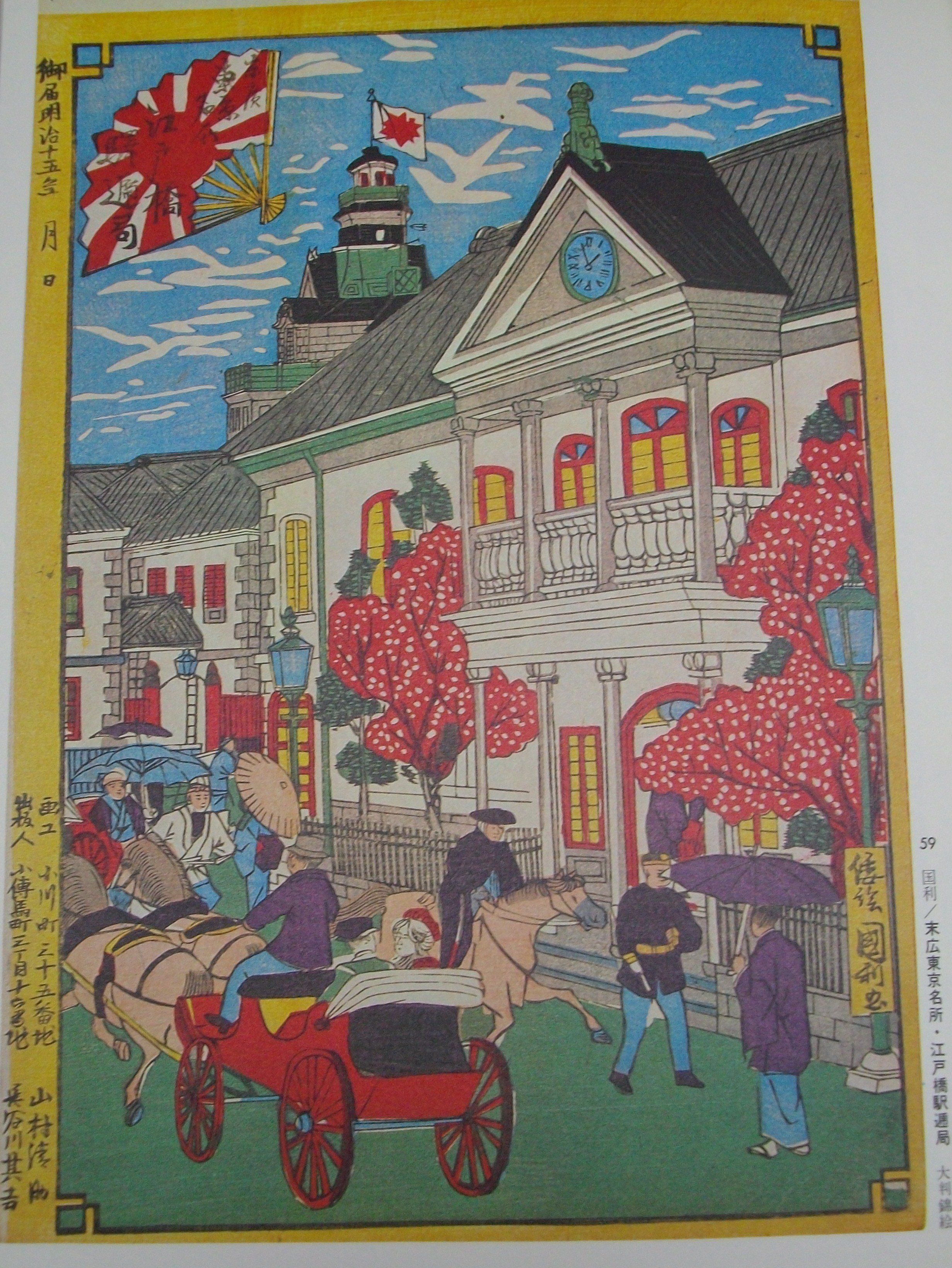
Điểm tham quan ở Suehiro Tokyo - văn phòng Giao thông và Vận tải Edobashi (1882)

### Các sản phẩm

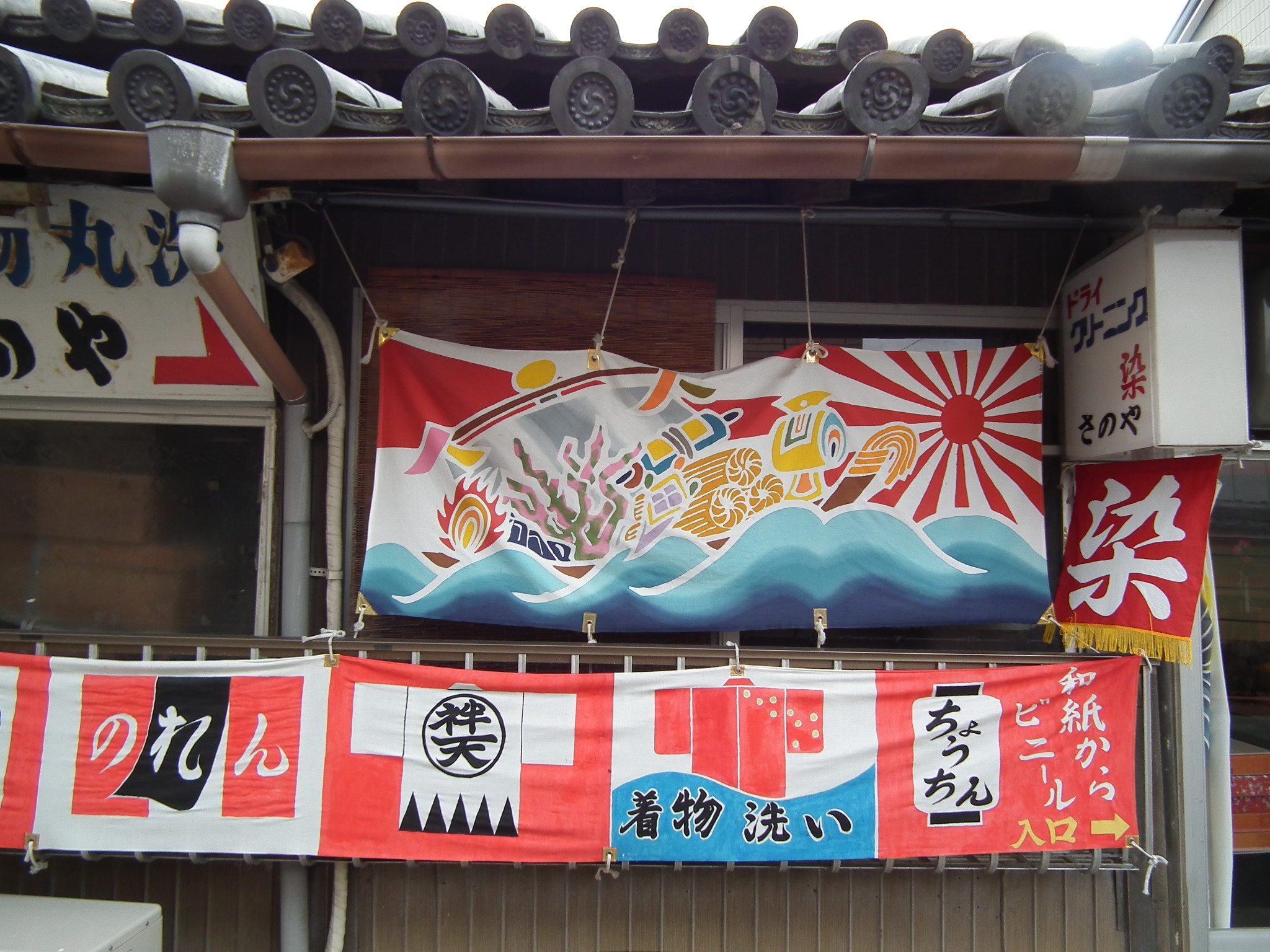
Tairyō-bata là một loại cờ truyền thống của ngư dân Nhật Bản. Ngày nay nó được sử dụng như một lá cờ trang trí trên các tàu thuyền và cho các lễ hội và sự kiện.
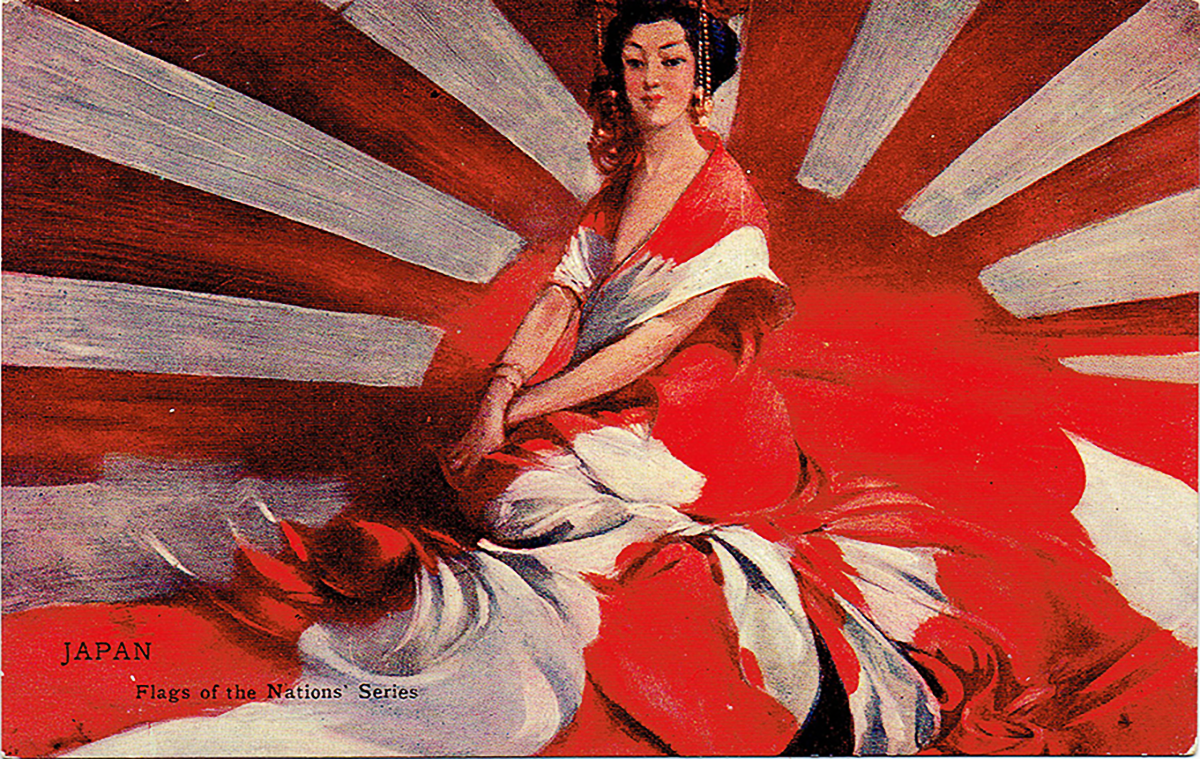
Bưu thiếp của một người phụ nữ Nhật Bản trên lá cờ mặt trời mọc của Nhật Bản (1910).
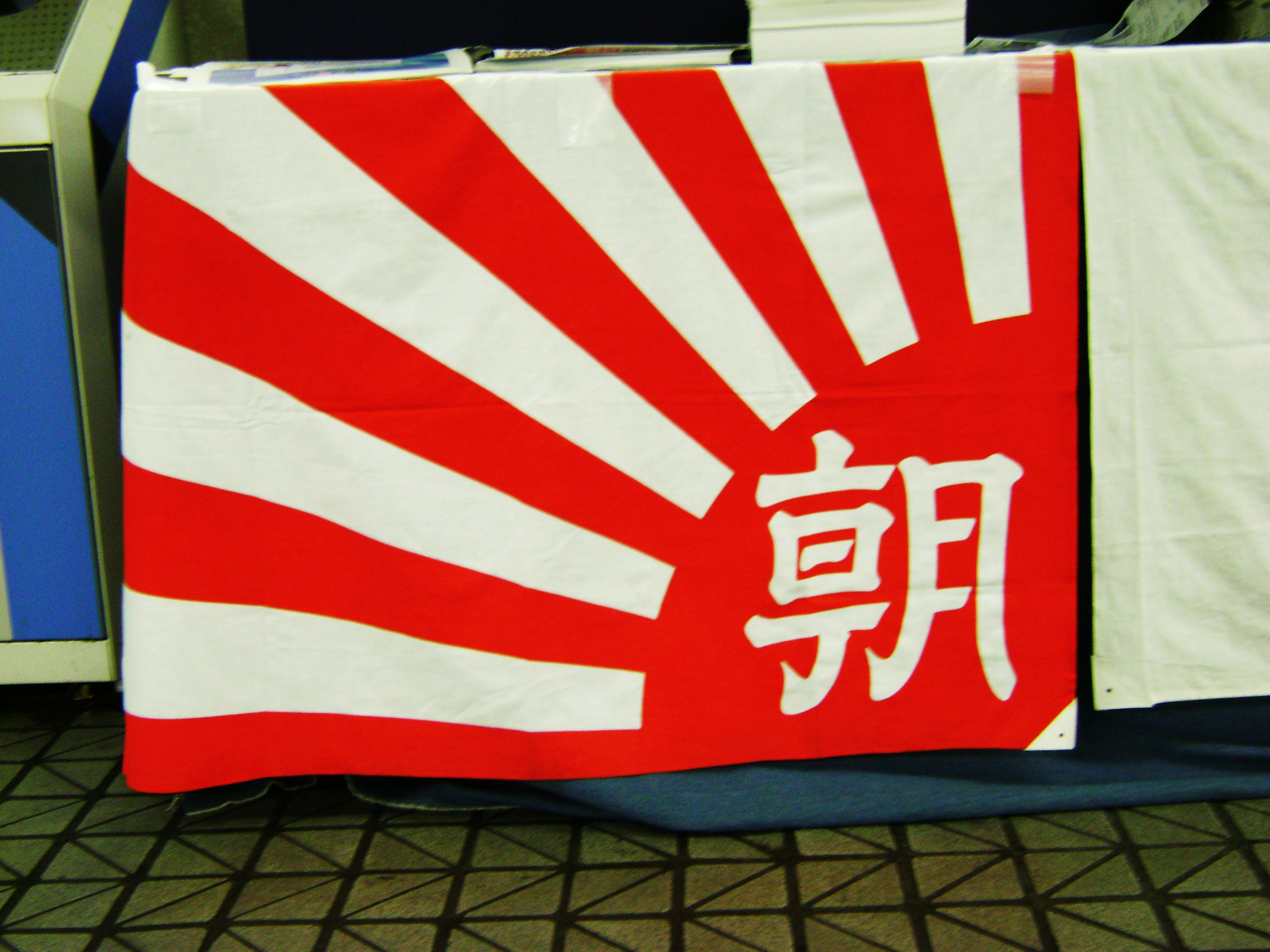
Cờ của Công ty Asahi Shimbun từ năm 1889
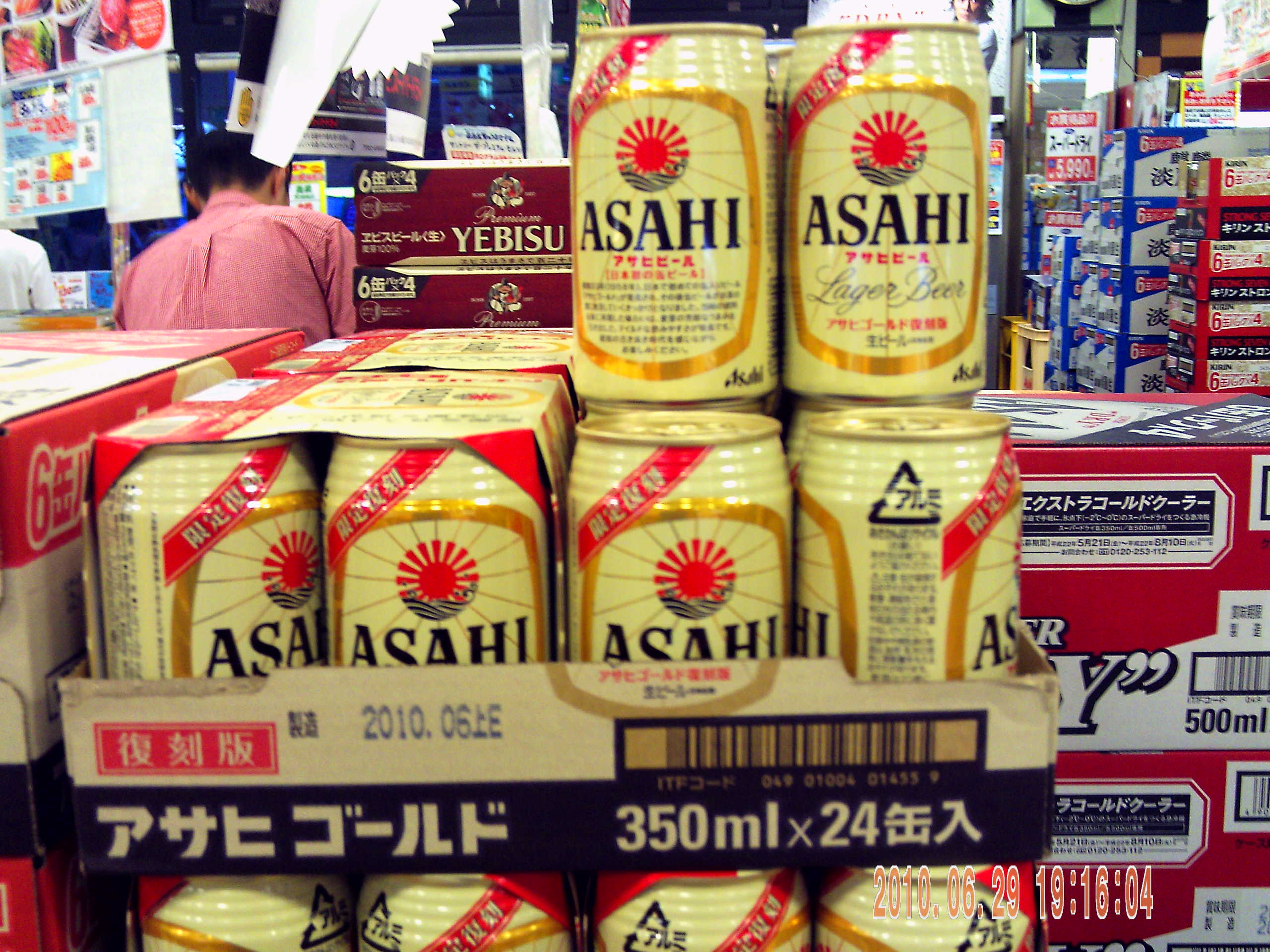
Asahi Bia vàng
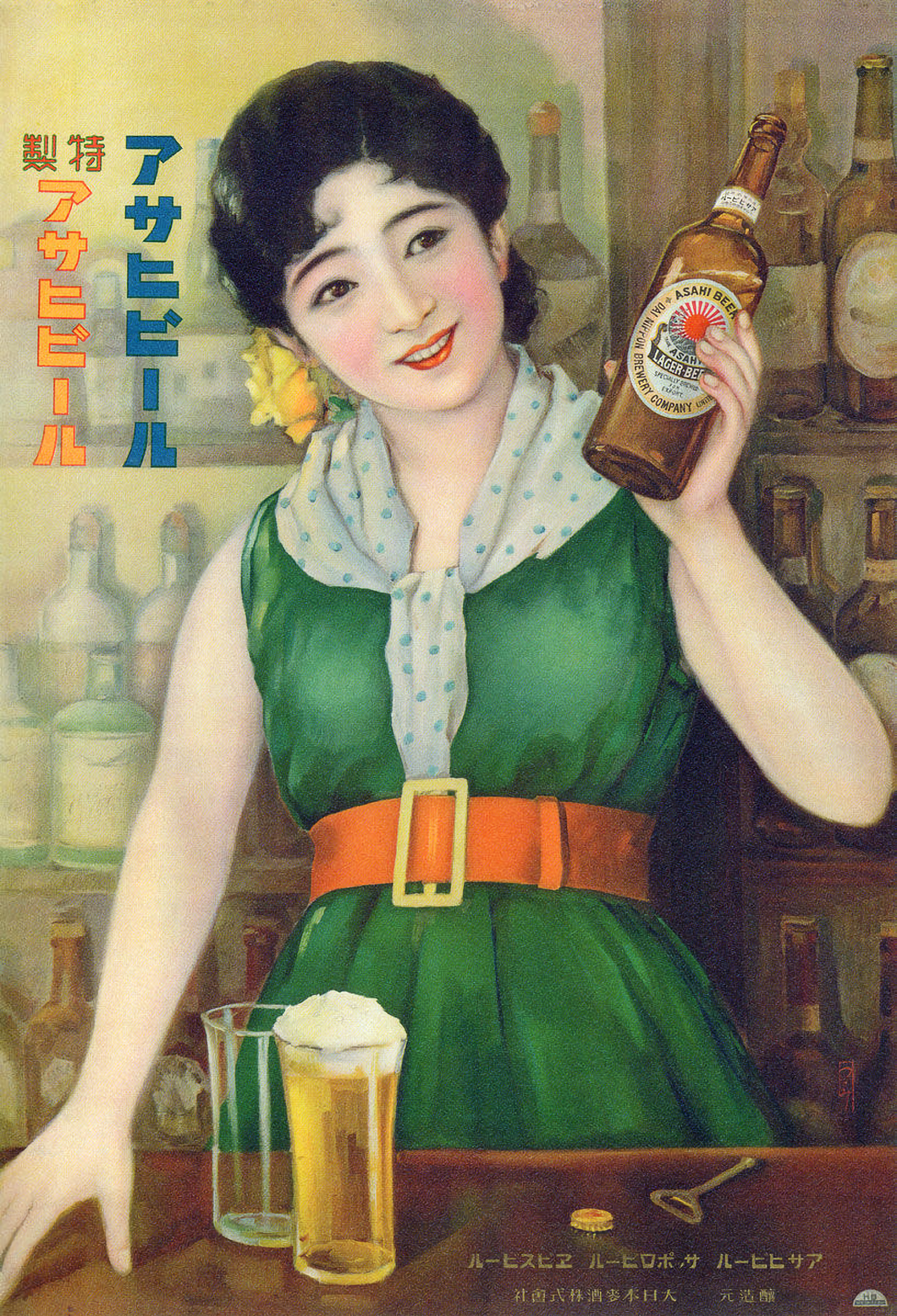
Áp phích  Asahi Beer. Logo Asahi có trên nhãn chai (năm 1920).
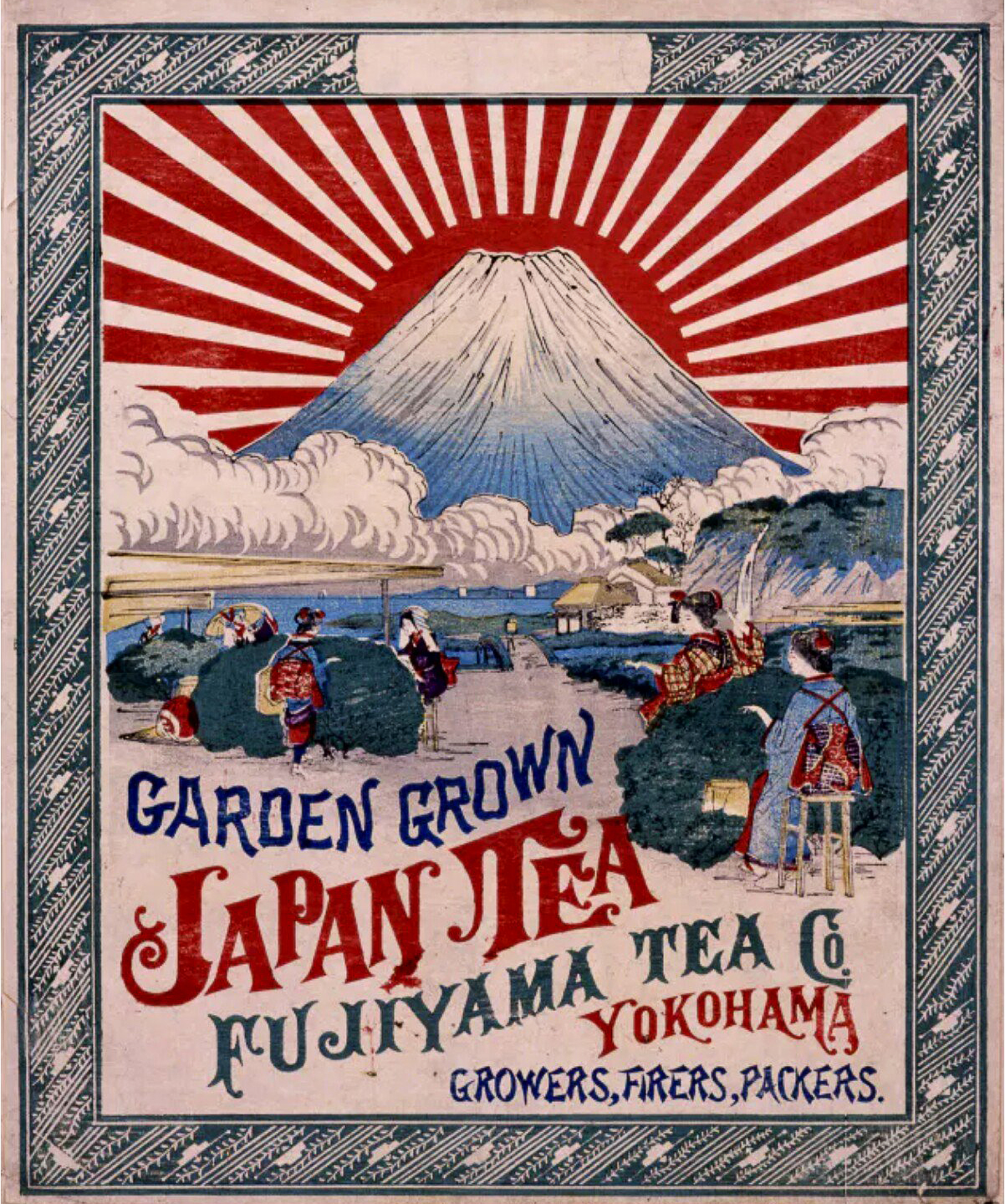
Nhãn hộp gỗ (Fujiyama Tea Co.) của trà xanh Nhật Bản xuất khẩu vào thời Meiji / Taisho. Một nhãn như vậy được gọi là phong lan.
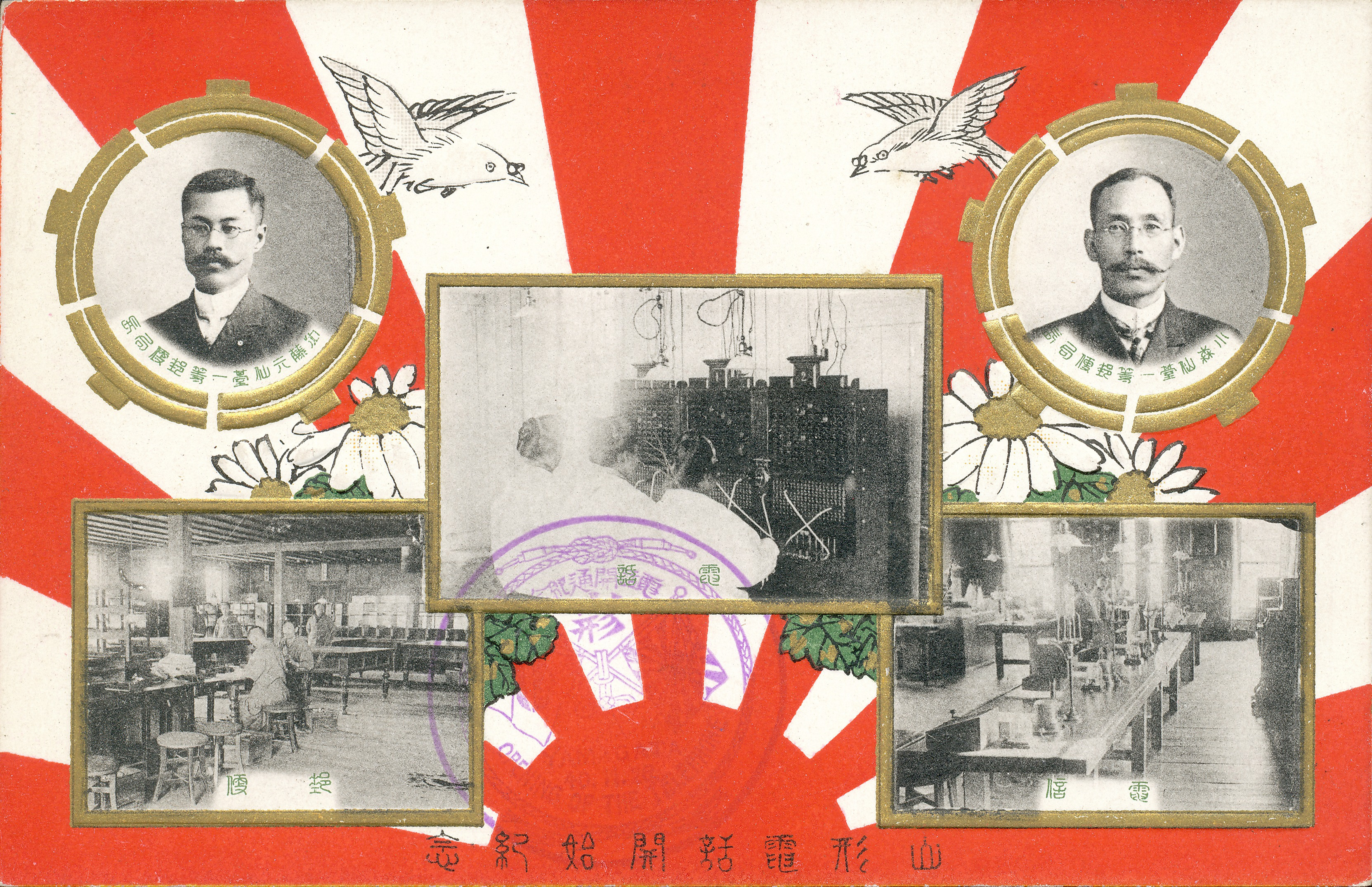
Bưu thiếp "kỷ niệm ngày ra mắt điện thoại Yamagata" (Bưu điện Yamagata, 1907). Dịch vụ trao đổi điện thoại bắt đầu ở Yamagata vào ngày 26 tháng 11 năm 1868.
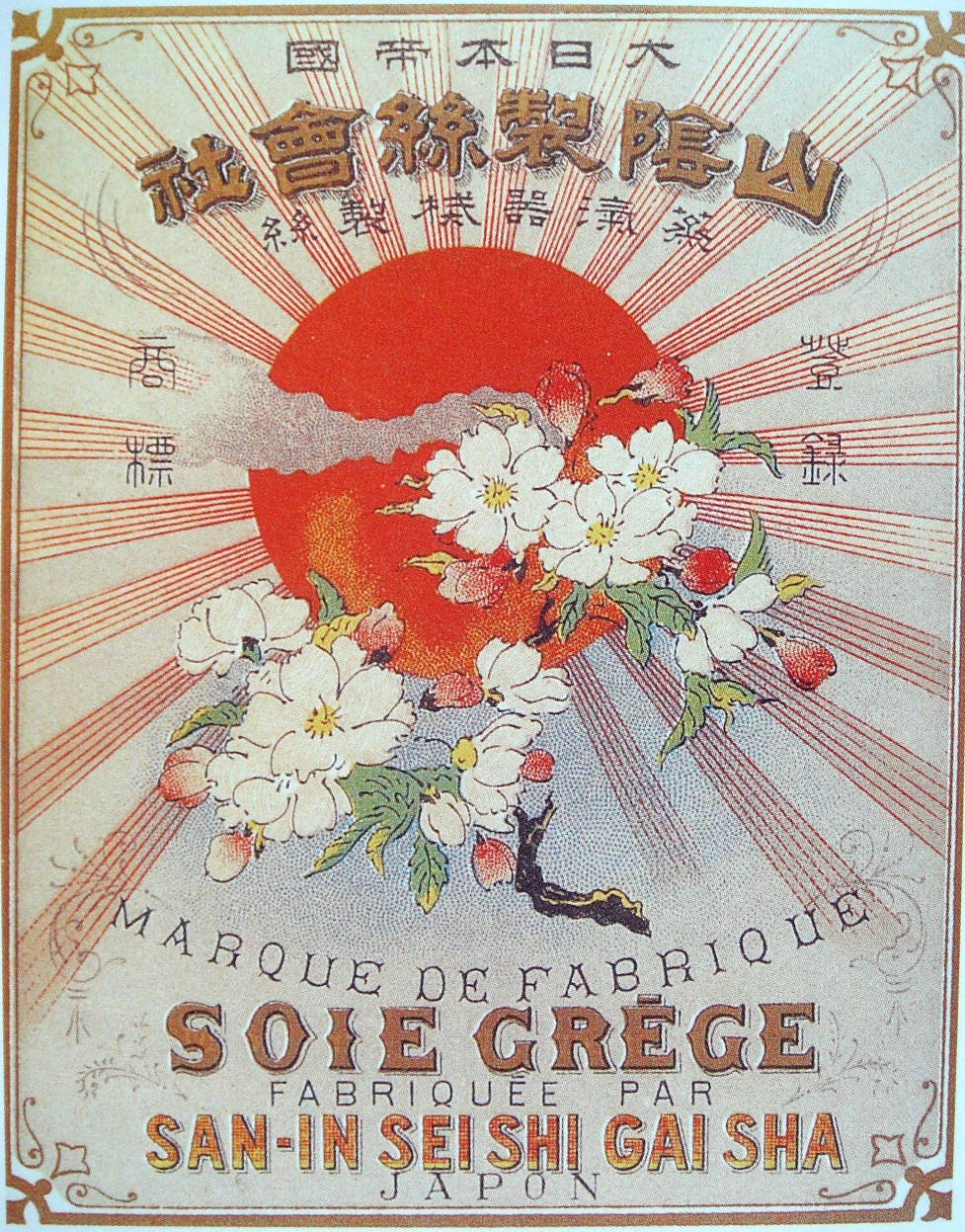
Hình dán gói lụa thô của Nhật Bản (bằng tiếng Pháp và tiếng Nhật) (1880)

### Các môn thể thao

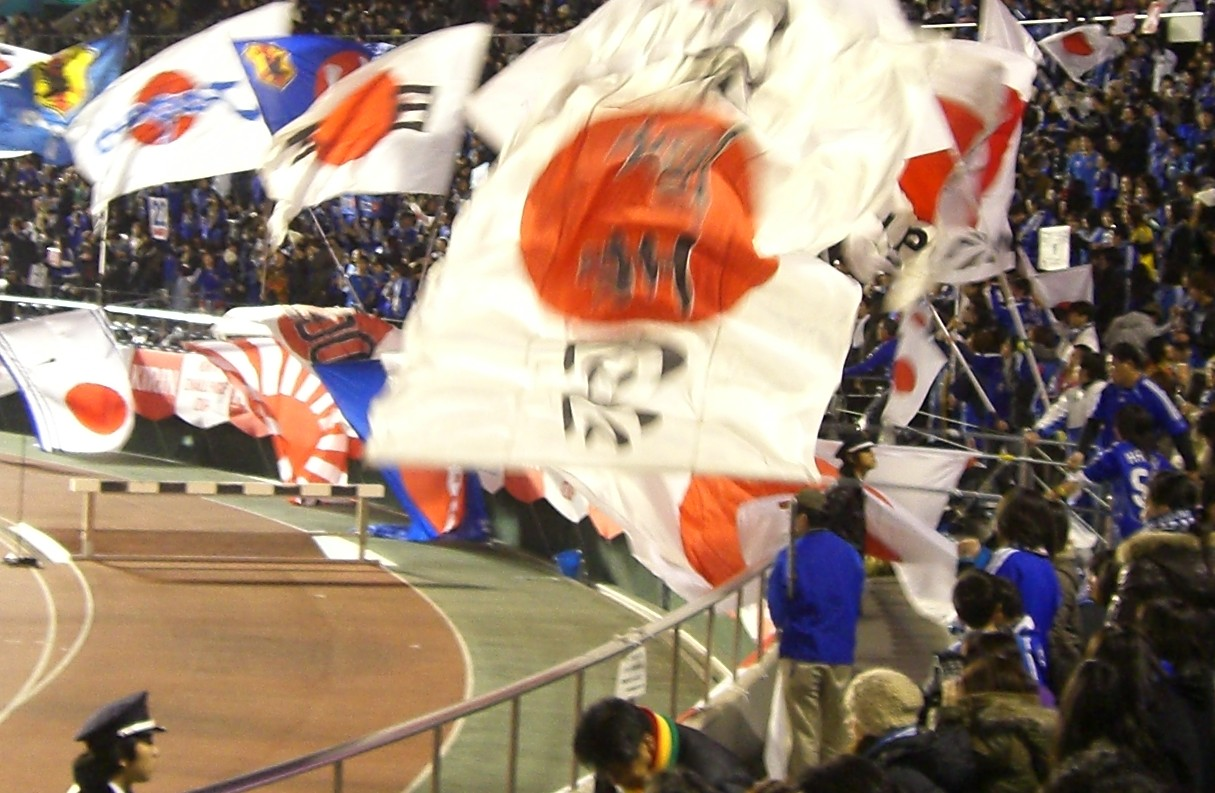
Người hâm mộ bóng đá Nhật Bản vẫy cờ Mặt trời mọc trong trận Nhật Bản vs Bosnia và Herzegovina vào tháng 1 năm 2008.
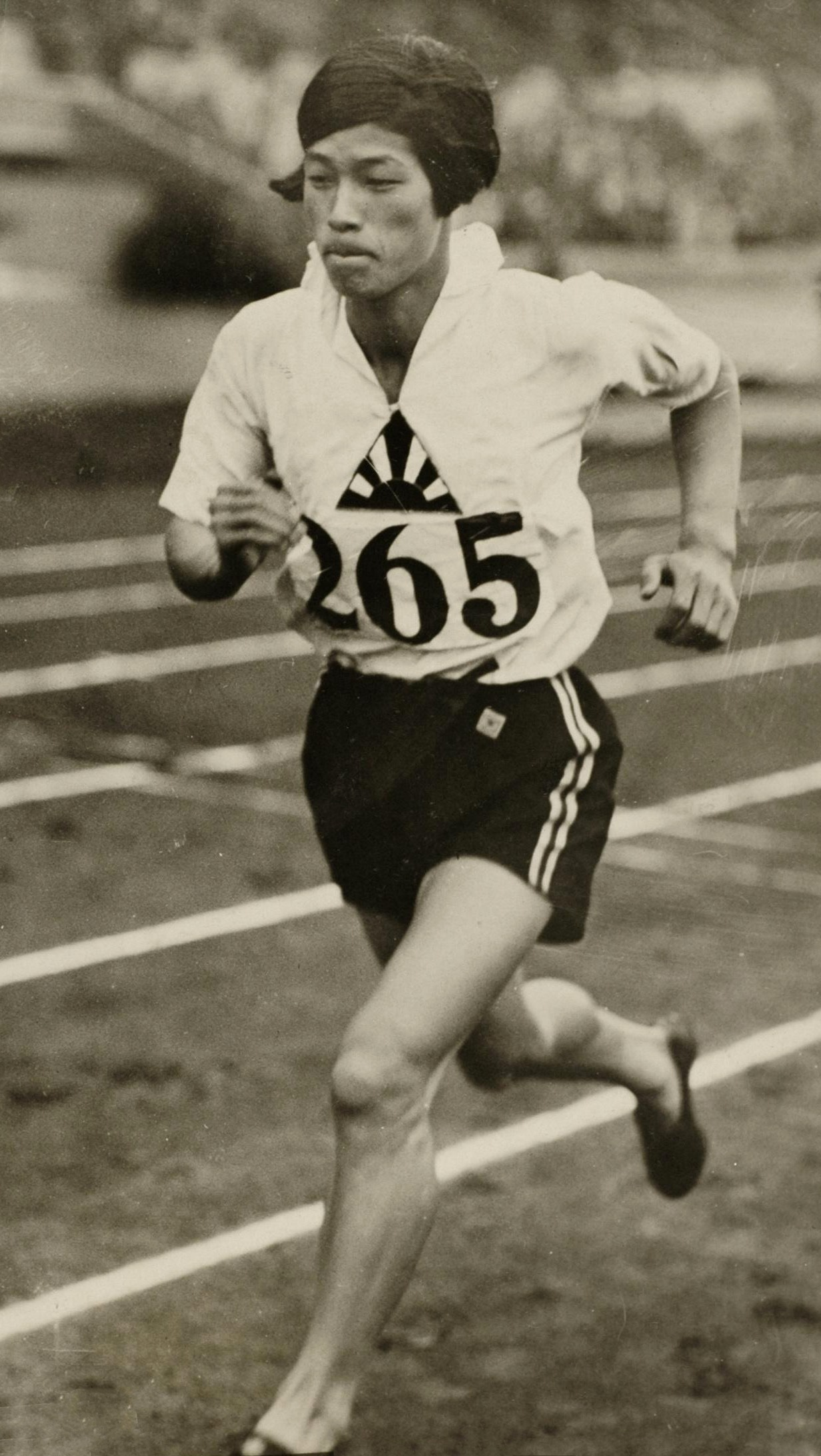
Vận động viên Nhật Bản Kinue Hitomi tại Thế vận hội mùa hè 1928
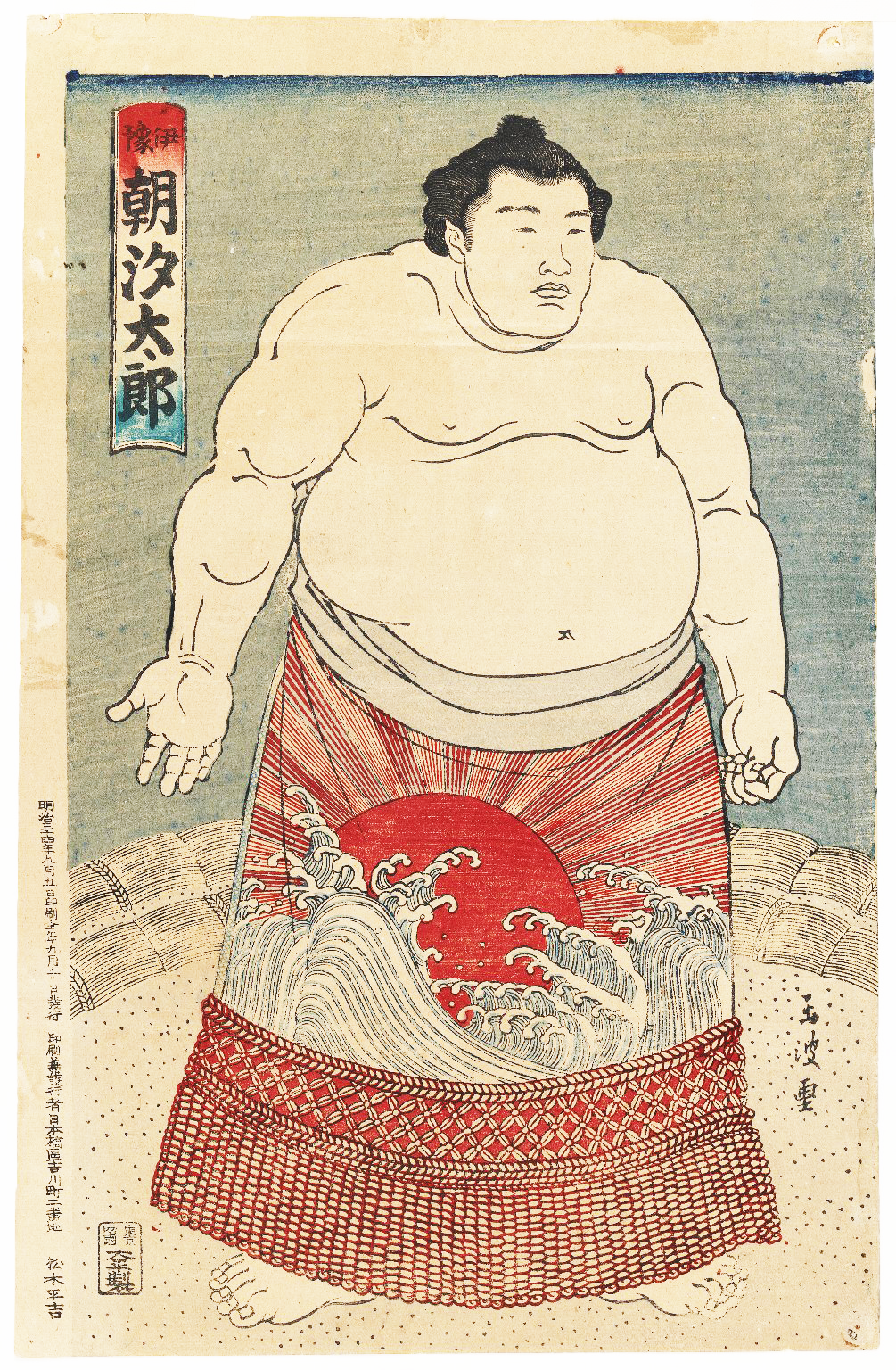
Đô vật Sumo Asashio Tarō I với làn sóng mặt trời mọc dịch  ja  – dịch  kesho mawashi, 1901

### Quân đội

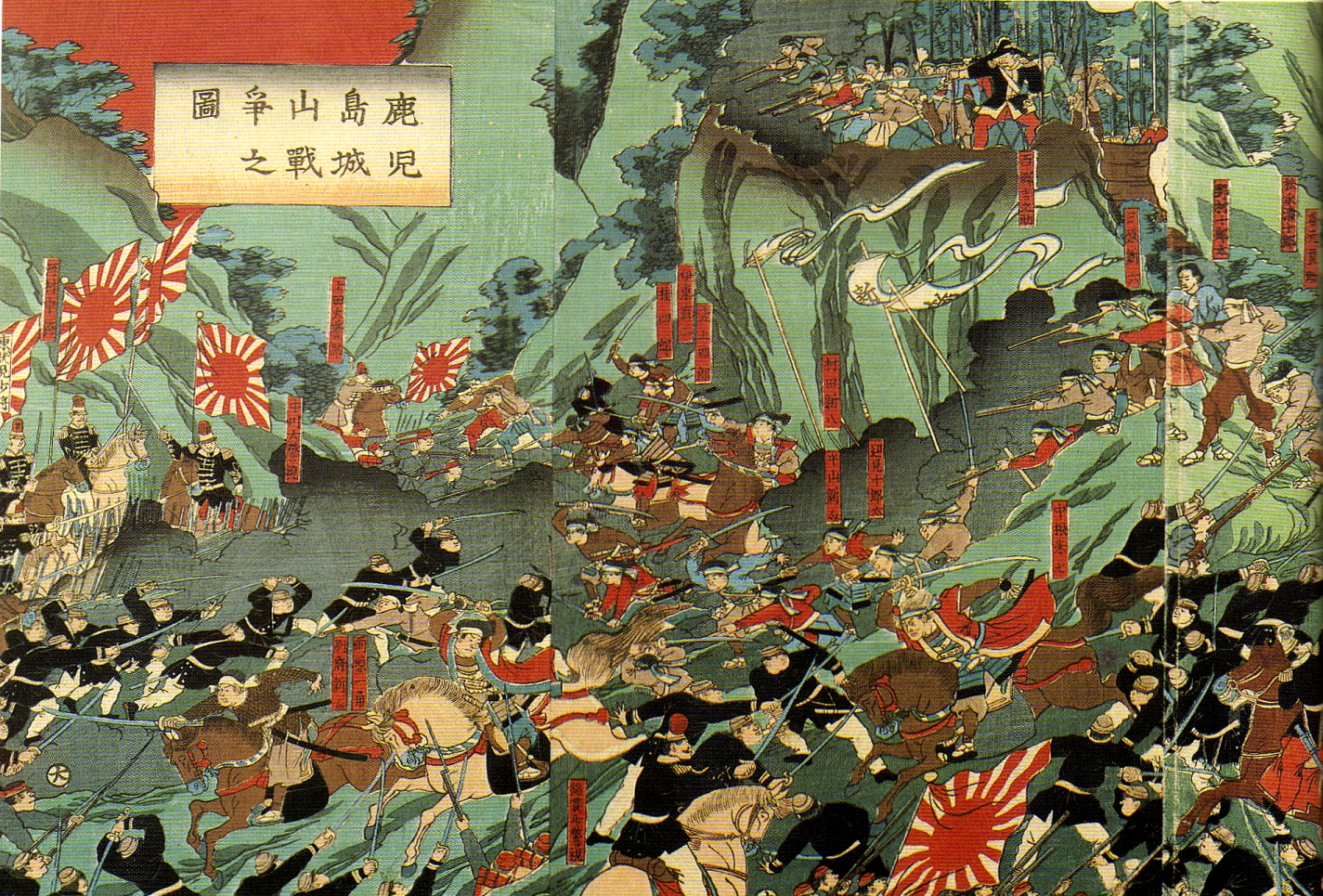
Chiến tranh Tây Nam: Trận Shiroyama 1877. (tranh vẽ năm 1880)
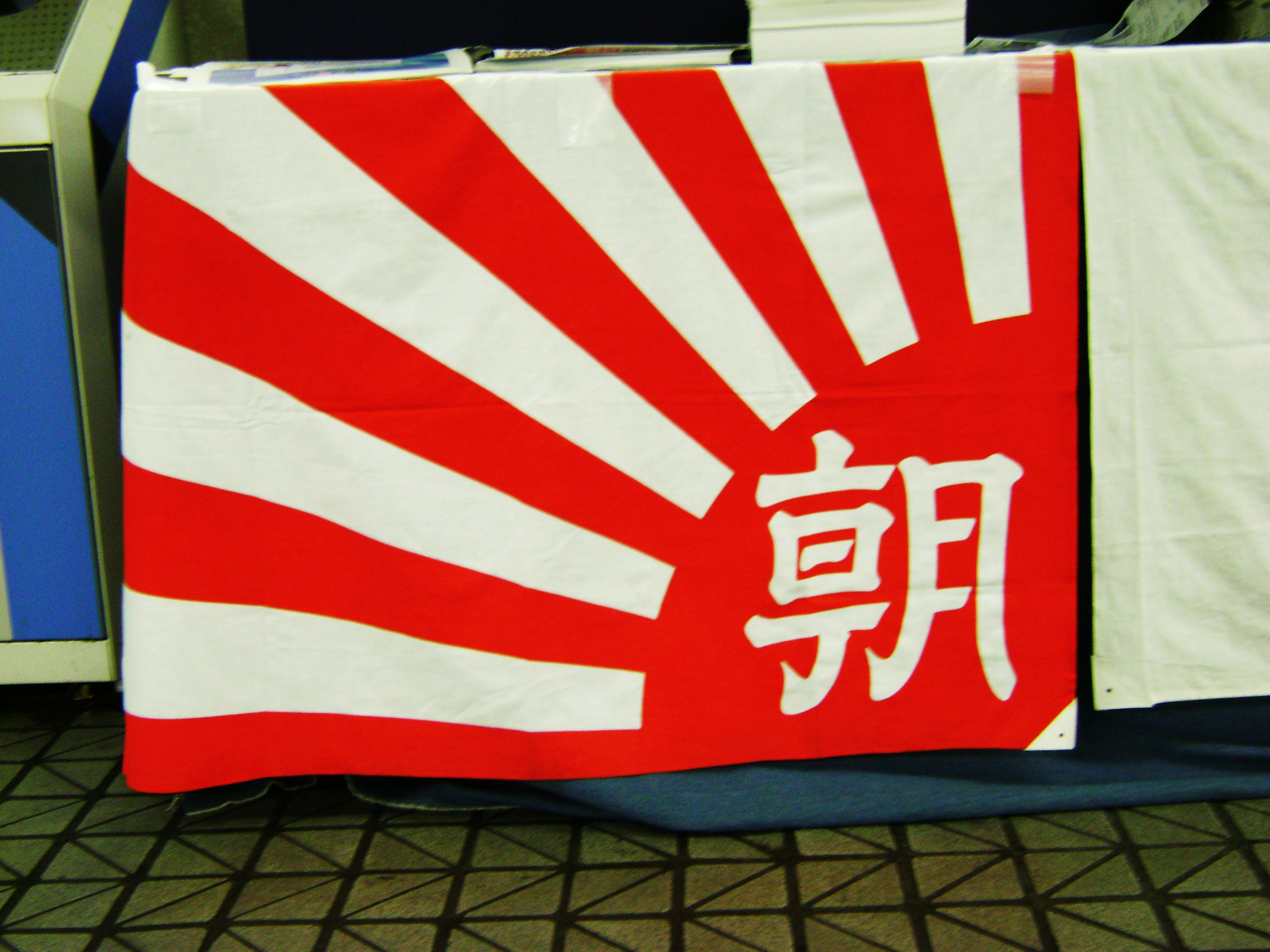
Cờ của công ty Asahi Shimbun.
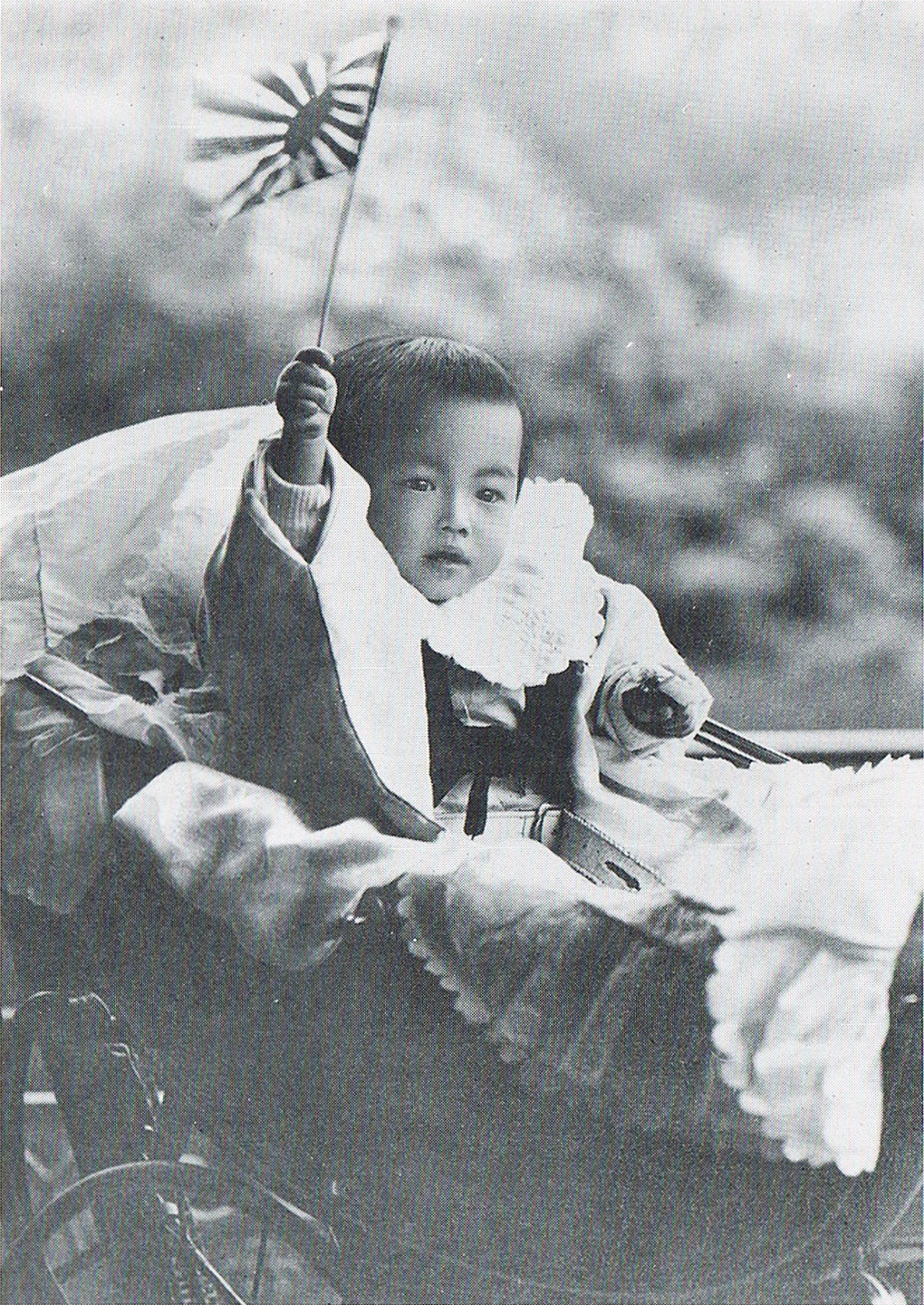
Nhật hoàng Hirohito vẫy cờ năm 1902.
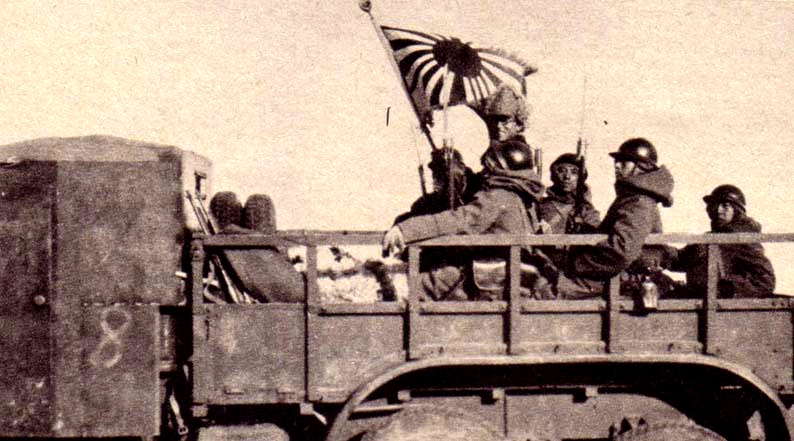
Quân đội Đế quốc Nhật Bản ở Mãn Châu Quốc, 1931.
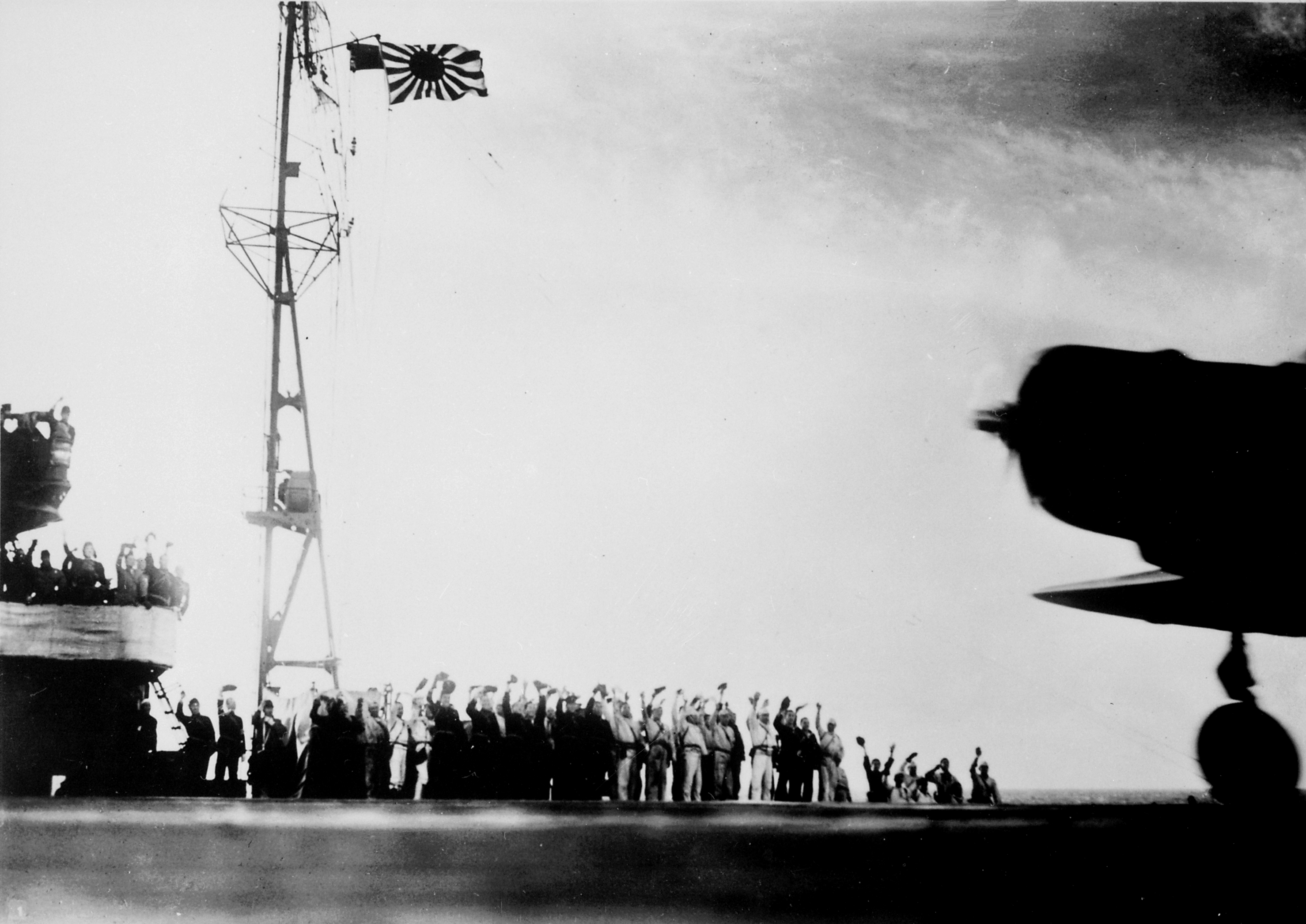
Thủy thủ đoàn trên tàu sân bay Shōkaku trong trận Trân Châu Cảng với hiệu kỳ hải quân phía trên, 1941.
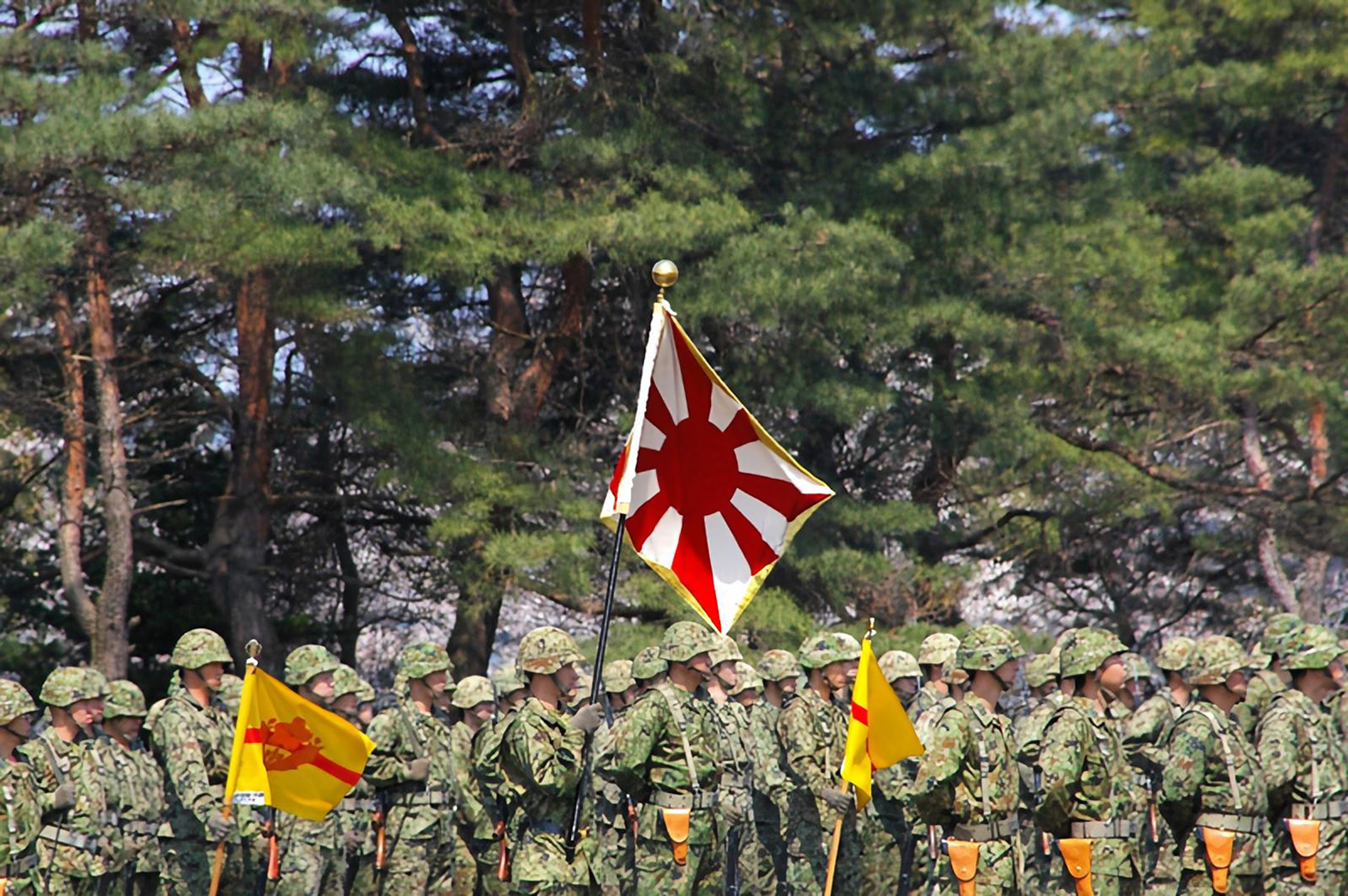
Binh sĩ Lực lượng Tự vệ Mặt đất Nhật Bản, tháng 4 năm 2007.
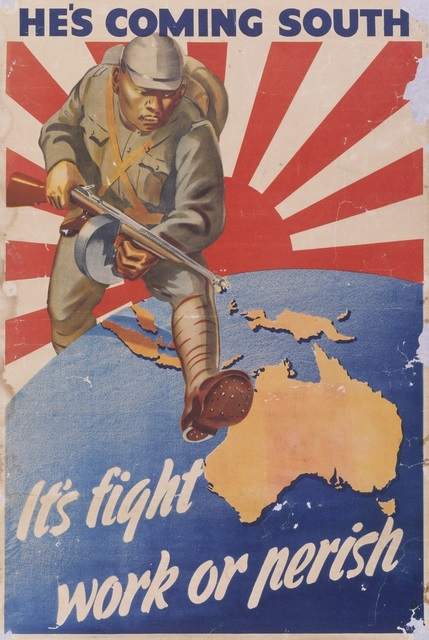
Húc Nhật Kỳ được vẽ trên áp phích chiến tranh của Australia
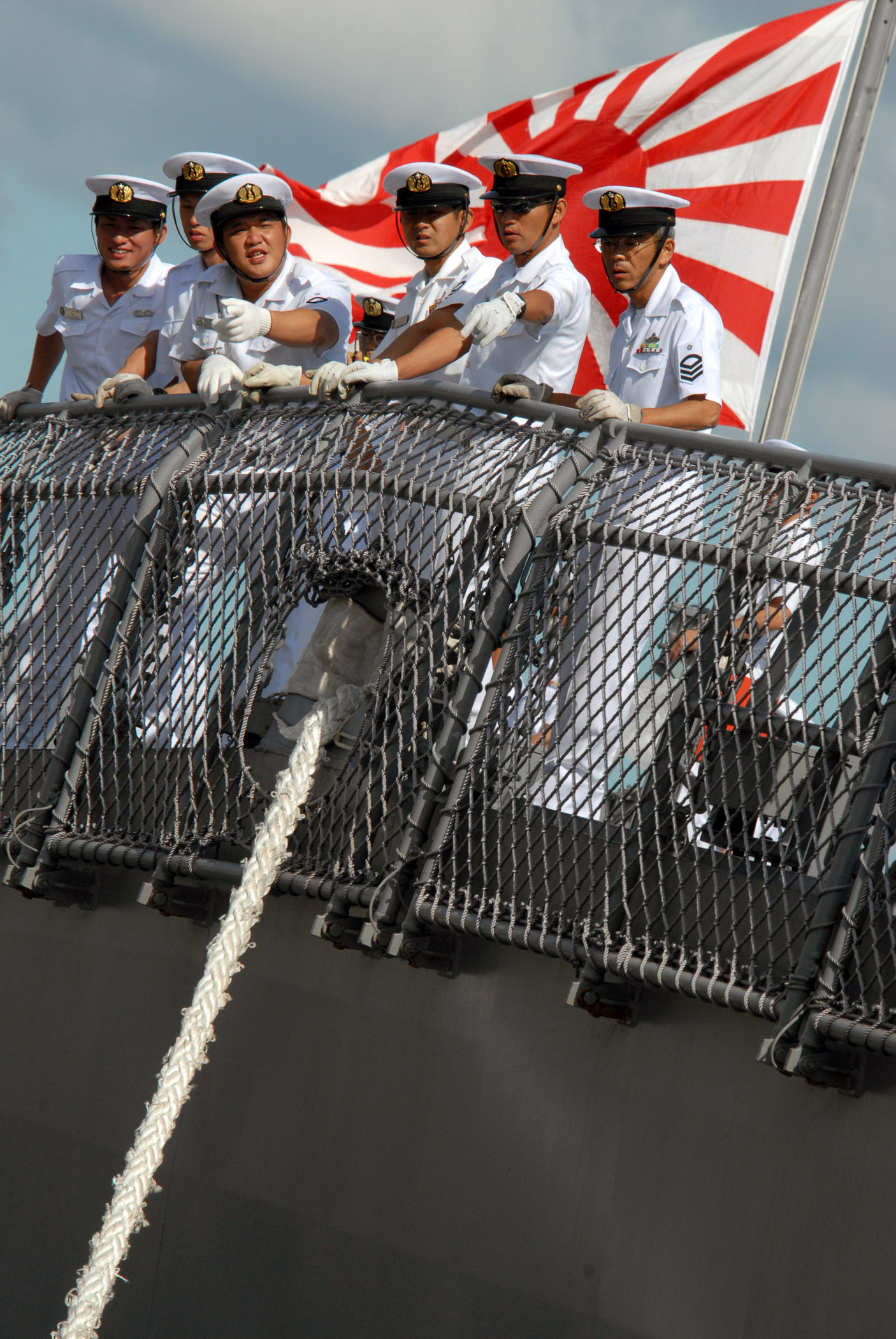
Thủy thủ Lực lượng Tự vệ Biển Nhật Bản trên tàu JDS Kongō (DDG-173) với hiệu kỳ hải quân treo trên tàu, tháng 10 năm 2007.